# БМР-1
БМР-1 — советская бронированная машина разминирования. Создана на базе самоходной артиллерийской установки СУ-122-54.

## История создания
Опыт ведения боевых действий в Афганистане показал необходимость наличия машин минного траления в бронетанковых подразделениях. Первоначально в машины минного траления переделывали старые Т-54 и Т-55 с повреждённым оружием. Потом стали снимать из них уже не нужные башни. А от осколков и пуль снайперов стали устанавливать сверху «курятник» из тонкой брони. Позже Министерством обороны СССР было выдано техническое задание на разработку подобной машины. Машина получила обозначение БМР (бронированная машина разминирования). Разработка была поручена 482-му конструкторско-технологическому центру в Киеве. Автором проекта стал Хлестин А. П. В конце 1982 года машина была принята на вооружение и начала поставляться в советские войска в Афганистане.

## Описание конструкции

### Броневой корпус и башня
БМР-1 была разработана на базе самоходной артиллерийской установки СУ-122-54. Бронирование осталось на уровне базовой машины, за исключением днища, броня которого под обитаемым отсеком была значительно усилена. На крыше рубки устанавливалась башенка с вооружением, заимствованная с бронетранспортёра БТР-60ПБ. Вокруг башенки устанавливались дополнительные броневые листы для усиления защиты.

### Вооружение
В качестве основного вооружения использовался 14,5-мм зенитный пулемёт КПВТ. Возимый боекомплект составлял 600 патронов. С основным пулемётом был спарен 7,62-мм пулемёт ПКТ с боекомплектом в 2000 патронов.

### Двигатель и трансмиссия
Двигатель и трансмиссия машины были полностью заимствованы от СУ-122-54.

### Ходовая часть
Ходовая часть БМР-1 полностью аналогична самоходной артиллерийской установке СУ-122-54.

### Специальное оборудование
Для траления мин перед машиной закреплялись два минных трала КМТ-5М, разработанных в Челябинском СКБ-200. Для маскировки на поле боя в машине была установлена термо-дымовая аппаратура.

## Боевое применение
1. Афганская война (1979—1989)[1]
2. Война на востоке Украины[3]
3. В период с 2000—2006 годов как минимум две украинские машины использовались для гуманитарного разминирования в составе 3-го ОИСБ (отдельный инженерно-саперный батальон) временных сил ООН в Ливане (UNIFIL).

## Оценка машины
БМР-1 успешно применялась Советской армией в Афганистане. Благодаря применению БМР-1 были существенно повышены скорости передвижений бронетанковых колонн, а также снижены потери техники, подрывающейся на минах. Кроме того, удачная конструкция машины заинтересовала не только бронетанковые войска, также БМР-1 использовалась в тыловых батальонах пехоты.